# Resident Playbook
Resident Playbook (언젠가는 슬기로울 전공의생활?, Eonjen-ganeun seulgiro-ul jeongong-uisaenghwalLR; lett. "Vita di una specializzanda che un giorno sarà saggia") è una serie televisiva sudcoreana trasmessa su tvN dal 12 aprile al 18 maggio 2025, spin-off di Hospital Playlist. In lingua italiana è stata distribuita da Netflix.

## Trama
Nella sede di Jongno del Yulje Medical Center, i giovani specializzandi in ostetricia e ginecologia stringono amicizie turbolente mentre lavorano in un reparto impopolare in un'epoca di bassi tassi di natalità.

## Personaggi e interpreti
- Oh Yi-young, interpretata da Go Youn-jung
- Pyo Nam-kyung, interpretata da Shin Si-ah
- Um Jae-il, interpretato da Kang You-seok
- Kim Sa-bi, interpretata da Han Ye-ji
- Goo Do-won, interpretato da Jung Joon-won